# Les Grands Classiques de la littérature en bande dessinée
Les Grands Classiques de la littérature en bande dessinée est une collection de 48 bandes dessinées éditée par la maison d'édition Glénat du 12 janvier 2017 au 2 novembre 2018.

## Historique
En 2007-2008, les éditions Adonis publient dans une collection intitulée « Romans de toujours » dix adaptations de roman en bande dessinée réalisées par des auteurs francophones, accompagnées d'un dossier pédagogique et d'un CD. 
Glénat réédite en 2010 huit de ces titres (La Guerre des mondes et Khalil Gibran ne sont pas repris), leur ajoutant vingt-deux albums inédits, au sein d'une nouvelle collection nommée « Les Incontournables de la littérature en BD ». Ces trente albums font l'objet de deux reprises partielles sous le nom « Les Indispensables de la Littérature en BD », d'abord dans les kiosques belges en partenariat avec le quotidien Le Soir (16 albums en 2011), puis par le club de livres France Loisirs entre 2013 et 2015 (12 albums doubles en 2013-2015).
En janvier 2017, Glénat, s'inspirant de l'opération belge de 2011, reprend la série pour les marchands de journaux français en partenariat avec le quotidien Le Monde et la radio généraliste France Bleu, cette fois sous le nom « Les Grands Classiques de la littérature en bande dessinée ». Initialement, 32 albums sont prévus : 30 albums de 2010, ainsi qu'un des deux albums de 2007 non repris en 2010 (La Guerre des mondes), plus une adaptation en deux volumes de L'Homme invisible publiée indépendamment par Glénat début 2017. 
L'éditeur informe au dos du 32e numéro la poursuite de la collection. Fin août 2018 étaient parues huit traductions d'albums italiens (no 33 à 39), et reprises d'albums français (no 40 à 43).
L'éditeur informe au dos du 47e numéro que la collection s'achèvera avec le 48e album.

## Publications
1. Le Tour du monde en quatre-vingts jours de Chrys Millien (12 janvier 2017) (Jules Verne)
2. L'Île au trésor de Christophe Lemoine et Jean-Marie Woehrel (26 janvier 2017) (Robert Louis Stevenson)
3. Notre-Dame de Paris de Claude Carré et Jean-Marie Michaud (9 février 2017) (Victor Hugo)
4. Robinson Crusoé de Christophe Lemoine et Jean-Christophe Vergne (23 février 2017) (Daniel Defoe)
5. Voyage au centre de la Terre de Curt Ridel et Frederik Garcia (9 mars 2017) (Jules Verne)
6. Le Livre de la jungle de Jean-Blaise Djian (23 mars 2017) (Rudyard Kipling)
7. La Guerre des mondes de Philippe Chanoinat et Alain Zibel (6 avril 2017) (H. G. Wells)
8. Les Misérables, tome 1 de Daniel Bardet et Bernard Capo (20 avril 2017) (Victor Hugo)
9. Les Misérables, tome 2 de Daniel Bardet et Bernard Capo (4 mai 2017) (Victor Hugo)
10. L'Odyssée de Christophe Lemoine et Miguel de Lalor Imbira (18 mai 2017) (Homère)
11. Le Capitaine Fracasse de Philippe Chanoinat et Bruno Marivain (1er juin 2017) (Théophile Gautier)
12. Germinal, Tome 1 de Philippe Chanoinat et Jean-Michel Arroyo (15 juin 2017) (Émile Zola)
13. Germinal, Tome 2 de Philippe Chanoinat et Jean-Michel Arroyo (29 juin 2017) (Émile Zola)
14. Le Dernier des Mohicans de Marc Bourgne et Marcel Uderzo (13 juillet 2017) (Fenimore Cooper)
15. Oliver Twist de Philippe Chanoinat et David Cerqueira (27 juillet 2017) (Charles Dickens)
16. De la Terre à la Lune de Pierre Guilmard et Louisa Djouadi (10 août 2017) (Jules Verne)
17. Autour de la Lune de Pierre Guilmard et Louisa Djouadi (24 août 2017) (Jules Verne)
18. Don Quichotte de Philippe Chanoinat, Jean-Blaise Djian et David Pellet (7 septembre 2017) (Miguel de Cervantes)
19. Le Monde Perdu, tome 1 d'Anne Porot et Patrick Deubelbeiss (21 septembre 2017) (Arthur Conan Doyle)
20. Le Monde Perdu, tome 2 d'Anne Porot et Patrick Deubelbeiss (5 octobre 2017) (Arthur Conan Doyle)
21. Tartarin de Tarascon de Pierre Guilmard et Louisa Djouadi (19 octobre 2017) (Alphonse Daudet)
22. Guerre et Paix, tome 1 de Frédéric Brémaud et Thomas Campi (2 novembre 2017) (Léon Tolstoï)
23. Guerre et Paix, tome 2 de Frédéric Brémaud et Thomas Campi (16 novembre 2017) (Léon Tolstoï)
24. Le conte de Noël de Patrice Buendia et Jean-Marc Stalner (30 novembre 2017) (Charles Dickens)
25. Le Rouge et le Noir, tome 1 de Jean-Blaise Djian et Toni Fezjula (14 décembre 2017) (Stendhal)
26. Le Rouge et le Noir, tome 2 de Jean-Blaise Djian et Toni Fezjula (28 décembre 2017) (Stendhal)
27. Michel Strogoff de Frédéric Brémaud et Daniele Caluri (11 janvier 2018) (Jules Verne)
28. Les Contes des Mille et une Nuits de Daniel Bardet et Nawa (25 janvier 2018) (Anonyme)
29. Madame Bovary de Daniel Bardet et Michel Janvier (8 février 2018) (Gustave Flaubert)
30. Quo Vadis ? de Patrice Buendia et CAFU (22 février 2018) (Henryk Sienkiewicz)
31. L'Homme invisible, tome 1 de Dobbs et Christophe Regnault (8 mars 2018) (H. G. Wells)
32. L'Homme invisible, tome 2 de Dobbs et Christophe Regnault (22 mars 2018) (H. G. Wells)
33. Croc-Blanc de Caterina Mognato et Walter Venturi (5 avril 2018) (Jack London)
34. 20 000 lieues sous les mers de Fabrizio Lo Bianco et Francesco Lo Storto (19 avril 2018) (Jules Verne)
35. Sandokan et le tigre de Mompracem  de Stefano Enna et Nico Tamburo (3 mai 2018) (Emilio Salgari)
36. Les Trois Mousquetaires de Caterina Mognato et Andres José Mossa (17 mai 2018) (Alexandre Dumas)
37. Ivanhoé de Stefano Enna et Stefano Garau (31 mai 2018) (Walter Scott)
38. Les aventures de Tom Sawyer de Caterina Mognato et Danilo Loizedda (14 juin 2018) (Mark Twain)
39. L'Île du docteur Moreau de Dobbs et Fabrizio Fiorentino (28 juin 2018) (H. G. Wells)
40. Agaguk de Jean-Blaise Djian et Yvon Roy (12 juillet 2018) (Yves Thériault)
41. Poil de Carotte de Christophe Lemoine et Cécile (26 juillet 2018) (Jules Renard)
42. La Guerre des boutons de Christophe Lemoine et Cécile (9 août 2018) (Louis Pergaud)
43. La Machine à explorer le temps de Dobbs et Mathieu Moreau (23 août 2018) (H. G. Wells)
44. Jacquou le Croquant de Christophe Lemoine et Cécile (6 septembre 2018) (Eugène Le Roy)
45. Les Malheurs de Sophie de Maxe L'Hermenier et Manboou (20 septembre 2018) (Comtesse de Ségur)
46. Les Petites Filles modèles de Maxe L'Hermenier et Manboou (4 octobre 2018) (Comtesse de Ségur)
47. Alice au pays des merveilles, tome 1 de David Chauvel et Xavier Collette (18 octobre 2018) (Lewis Carroll)
48. Alice au pays des merveilles, tome 2 de David Chauvel et Xavier Collette (2 novembre 2018) (Lewis Carroll)

## Commentaires
- A la fin de chaque volume est présent un dossier d'une dizaine de pages variant d'un numéro à l'autre sur l'auteur, son oeuvre ainsi que le roman adapté grâce à des thèmes chers à l'écrivain ou l'écrivaine mis en lumière. Ils sont rédigés par des auteurs de romans reconnus comme Murielle Neveux ou des historiens et historiennes de l'art comme Françoise Bayle.

- Cette édition à valeur pédagogique a été réalisée avec le concours de la Fédération internationale des professeurs de français.

## Annexe